# Дымковка
Дымковка — микрорайон в составе города Жодино. До 1964 года деревня в Жодинском сельсовете Смолевичкого района Минской области.

## История
Археологические раскопки, проведённые в микрорайоне в 2008 году, свидетельствуют о том, что люди жили на этой территории уже в XI—XIII веках.
Дымковка, один из застенков, входивших в состав Жодинского сельского общества, упоминается в материалах подушной переписи 1795—1797 годов, где она фигурировала как часть Жодина вместе с застенками Прыборы и Поддубец.
В 1818 году в Дымковке насчитывалось 2 двора.
К концу 1860-х годов Дымковка продолжала оставаться небольшим населённым пунктом, упоминаемым среди деревень фольварка Яловица, который к тому времени включал в себя 105 дворов с населением в 527 мужчин и 522 женщины.

До 1964 года деревня в Жодинском сельсовете Смолевичского района Минской области Белоруссии. С 1964 года вошла в состав города Жодино, в котором стала микрорайоном.

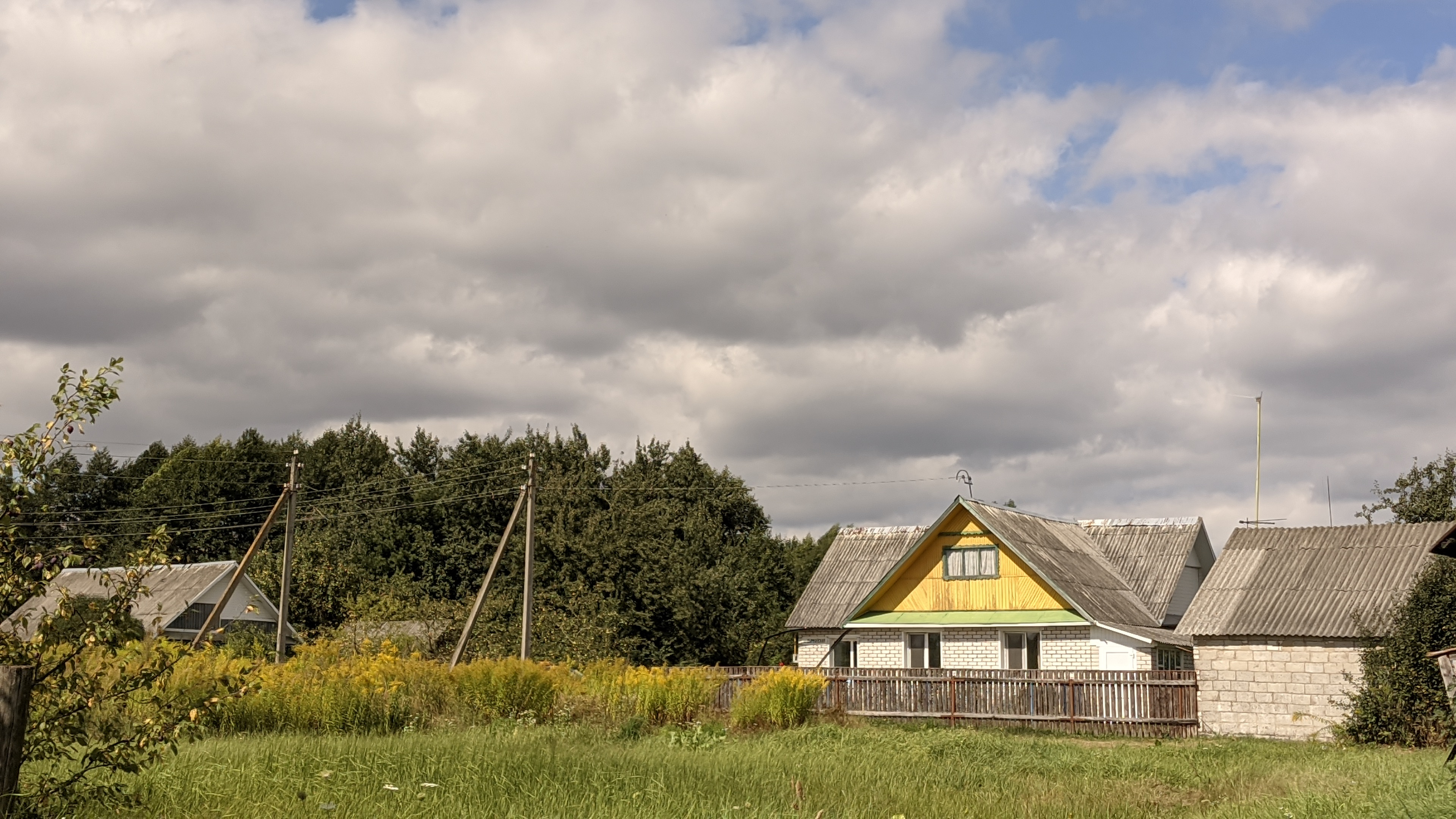
Ул. Дымковская на территории микрорайона